# Symphony Solutions NV
Symphony Solutions NV — міжнародна ІТ-компанія з розробки програмного забезпечення, тестування, дизайн та маркетинг сервісів, та аутсорсингу бізнес-процесів. Спеціалізується на розробці із застосуванням хмарних технологій та штучного інтелекту.

## Історія
Компанія заснована голландцем Тео Шнітфінком (англ. Theo Schnitfink) у 2008 році та працює на ринку аутсорсингу із замовниками з Європи, США та Канади. Того ж року відкрито українське представництво компанії у Львові по вул. Науковій.
У 2016 році компанія збільшила свій штат до 250 працівників. Того ж року Symphony Solutions увійшла до «ТОП-20» найперспективніших компаній по технології Java за рейтингами CioReview.
У березні 2016 року Symphony Solutions разом з SoftServe брали участь в Українсько-Нідерландському Бізнес Форумі як представники ІТ-ринку України.
Січень 2017 — компанія увійшла в «ТОП-50 ІТ компаній України» за рейтингом DOU. Того ж року було відкрито офіс у Бостоні, США. 
У березні 2017 року у львівському офісі компанії пройшла конференція з інновативного навчання в рамках програми «Е-освіта».
У січні 2018 року засновник Тео Шнітфінк зустрівся з мером Львова Андрієм Садовим та був нагороджений подякою за внесок у розвиток сучасної ІТ-індустрії. 
У 2022 році Symphony Solutions відмовилася від офісів і стала повністю віртуальною компанією.  
З початку повномасштабного вторгнення було запроваджено благодійні ініціативи на підтримку України Stand by Ukraine, Dattalion, Distance for the Differences. Тео Шнітфінк озвучив свою підтримку України та рішення віддати на благодійність увесь прибуток компанії, отриманий від українського осередку компанії. 
З 2023 року компанія почала розробляти власні продукти і представила на ринок ШІ-асистент BetHarmony та хмарне середовище для розробки Symphony Cloud. 
Тоді ж випустили власну NFT колекцію для благодійності. 

## Структура компанії
Центри розробки:
- Україна — Львів
- Нідерланди — Амстердам (штаб-квартира)
- Македонія — Скоп'є
- Польща — Ряшів, Краків
- США — Бостон
- Бельгія — Антверпен

## Основні напрямки діяльності
Symphony Solutions спеціалізується в 
- Розробка НЛП-інтерфейсів для чатів, інтеграція ШІ, конструювання підказок.
- Хмарні технології та DevOps
- Модернізація застосунків
- Розробка програмного забезпечення - спеціалізується в Java, C#, C++, PHP, JavaScript, Angular.JS, Node.js, Salesforce, Android, iOS, Microsoft.NET, Go, Python, вебдизайн, автоматизоване та ручне тестування
- Еджайл сервіси - тренінги та сертифікація, консультування та коучинг
- Аналіз даних
- Дизайн користувацького досвіду
- Цифровий маркетинг

## Нагороди та рейтинги
2017:
- Компанія нагороджена “Agile Transformation Company of 2017” нагородою від “Technology Headlines”

2018:
- Серед “20 Most Admired Companies to Watch in 2018” за версією "The Insight Success Magazine"
- Серед "50 Best Workplaces of 2018" за версією "Silicon Review"

2019:
- Серед "The 20 Most Promising DevOps Solution Providers of 2019" за версією "CIO Review"

2021:
- Серед фіналістів "App Developer Awards 2021" в категорії "Найкращий мобільний застосунок в сфері охорони здоров'я"
- Компанія нагороджена "Health Tech Digital Awards 2021" від "Health Tech Digital"
- Серед "Топ ІТ сервіс компаній у Польщі" за версією Clutch
- Компанія визнана "The most outstanding Agile Transformation company in the Netherlands" за версією "Corporate Vision Magazine"

2022 рік: 
- Найкраща компанія з розробки мобільних застосункців за версією Cybernews
- Короткий список EGR B2B Awards у номінаціях Live casino supplier та IT supplier

2023 рік: 
- Черверте місце у рейтингу "Топ ІТ компаній, що підтримують Україну" за версією HighLoad
- Серед "Топ найкращих компаній, що надають консультаційні послуги з хмарних технологій" за версією Clutch
- Номінація EGR B2B Awards.

## Партнество
Symphony Solutions є Сертифікованим Партнером Майкрософт, SAFe, SAP, Hi-Tech initiative, QT, а також членом Європейської Бізнес Асоціації.
Також компанія сертифікована за стандартами ISO у категорії 27001 (системи управління інформаційною безпекою).  
У 2023 році Symphony Solutions оголосили партнерство з приватною компанією Optimove, яка розробляє та продає програмне забезпечення як послуга у сфері маркетингу.  